# تشو جينلينغ
تشو جينلينغ ((بالصينية: 楚金玲)) (من مواليد 29 يوليو 1984) هو لاعب كرة الطائرة من الصين.
شاركت في دورة الألعاب الآسيوية 2006 في الدوحة، قطر.

## روابط خارجية
- تشو جينلينغ على موقع أوليمبيديا (الإنجليزية)